# Partido Ezeiza
Ezeiza ist ein Partido im Süden der Provinz Buenos Aires in Argentinien. Der Verwaltungssitz ist die Stadt Ezeiza. Laut einer Schätzung von 2019 hat der Partido 213.864 Einwohner auf 223 km². Ezeiza und seine Umgebung ist eine wohlhabende Gegend, in der viele wohlhabende Menschen leben. Es gibt viele Gated Communities in Ezeiza.

## Orte
Ezeiza ist in sechs Ortschaften und Städte, sogenannte Localidades, unterteilt.
- Ezeiza (Verwaltungssitz)
- Tristán Suárez
- La Unión
- Carlos Spegazzini
- Flughafen Buenos Aires-Ezeiza
- Canning